# Автошлях Н 02
Автошлях Н02 — автомобільна дорога національного значення в Україні, починається біля Радивилова, відгалужуючись від М06, у Кременці перетинається з М19. Неподалік від кордону Тернопільської області від нього відгалужується автошлях Р43. У Хмельницькій області перетинається з автошляхами Р48 і Н25, у Житомирській — з Н03 і Р31, у Вінницькій — з М21 E583 Далі проходить через Козятин, Сквиру, Білу Церкву, Узин, Кагарлик, Ржищів і Канів, перетинаючись у Київській області почергово з Р18, Р04, Р17, М05, Н01, Р19, та у Черкаській області з Р09 та Н08. Міста Кременець та Козятин оминаються об'їзними шляхами. Річка Дніпро перетинається по греблі Канівської ГЕС у Каневі. Закінчується на Лівобережжі у Софіївці перехрестям з Н08.
Автошлях утворено злиттям автошляхів: Р26 від Радивилова до Кременця; Р32 від Кременця до Ржищева; Р19 від Ржищева до Канева; Р09 від Канева до Софіївки. При цьому дорога регіонального значення Р32 Кременець—Біла Церква—Ржищів була підвищена за класифікацією до національної дороги Н02 (М06—Кременець—Біла Церква—Ржищів—Канів—Софіївка), що стала новим національним коридором «Центр — Захід». Цей коридор проходить через сім областей та поєднує два береги Дніпра.

## Загальна довжина
М06—Кременець—Біла Церква—Ржищів—Канів—Софіївка — 518 км.
Під'їзд до м. Канів — 4,5 км.
Разом — 522,5 км.